# Sólyom község
Sólyom község (románul: Comuna Șoimi) község Bihar megyében, Romániában. Központja Sólyom, beosztott falvai Belényesszentmiklós, Belényesörvényes, Borz, Codru, Havasdombró, Havaspoklos, Urszád.

## Népessége
A 2011-es népszámlálás adatai alapján a község népessége 2543 fő volt.